# Bambini di Buchenwald

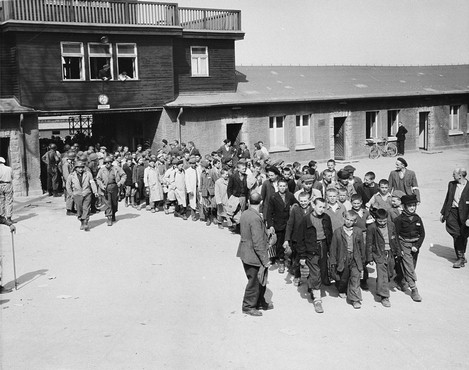
Bambini e ragazzi sopravvissuti a Buchenwald, scortati fuori del campo dai soldati americani

I bambini di Buchenwald sono un gruppo di 904 bambini e adolescenti sopravvissuti al campo di concentramento di Buchenwald. La maggior parte di loro si salvarono grazie alla solidarietà di alcuni prigionieri più anziani che si organizzarono per la loro salvezza, riuscendo a proteggerli fino alla Liberazione. Tra i bambini sopravvissuti c'erano anche Elie Wiesel, Imre Kertész, Yisrael Meir Lau, David Perlmutter, Izio Rosenman, Thomas Geve, Gert Schramm (il più giovane prigioniero nero del campo) e i piccoli Stefan Jerzy Zweig e Joseph Schleifstein. C'erano anche i giovani ebrei italiani Sabatino Finzi e Gilberto Salmoni.

## La sopravvivenza a Buchenwald
Quando l'11 aprile 1945 giunsero a Buchenwald le truppe di liberazione americane, fra i 21.000 sopravvissuti c'erano 904 giovanissimi prigionieri (in maggioranza ebrei). Si trattava principalmente di adolescenti tra i 13 e i 17 anni, ma tra loro erano anche una trentina di bambini fra i 6 e i 12 anni. I due più piccoli (Stefan Jerzy Zweig e Joseph Schleifstein) avevano 4 anni. Fu di gran lunga il gruppo di bambini sopravvissuti più numeroso scoperto nei territori dell'Olocausto. La maggior parte di essi erano alloggiati in due baracche: la numero 8 del campo grande e la numero 66 del Piccolo Campo, altri erano nelle 23 e 49. A rendere il caso ancora più eccezionale è che ciò avveniva in un campo di lavoro nel cuore della Germania nazista dove non si sarebbero dovuti trovare ebrei e tantomeno bambini inabili al lavoro. Inoltre, i bambini liberati erano tutti veterani dei campi di concentramento, già segnati da anni di privazioni; molti di loro erano giunti a Buchenwald a fine gennaio 1945, esausti dopo estenuanti marce della morte. Eppure la maggioranza di loro al momento della Liberazione fu trovata in condizioni meno disperate di molti altri prigionieri nel resto del campo.
Il caso, unico in tutta la storia dei campi di concentramento nazisti, aveva le sue ragioni.

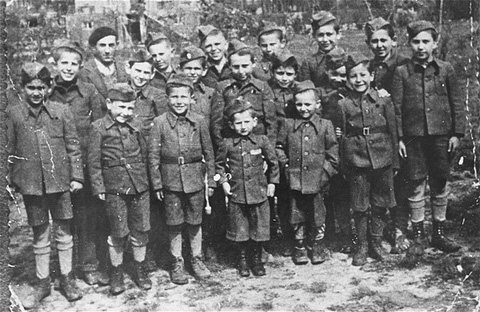
Alcuni dei più piccoli tra i bambini di Buchelwald dopo la liberazione: (prima fila, da sinistra a destra) Lolek Blum, David Perlmutter, Birenbaum, Joseph Schleifstein, non identificato, e Israel Meir Lau; (fila mediana) Nathan Szwarc, Jack Neeman, Berek Silber, Jacques Finkel, non identificato, Marek Milstein e Salek Finkelsztein; (ultima fila) Elek Grinbaum [Grinberg], Chaim Finkelstajn [Charles Finkel], Romek Wekselman [Wajsman] e Abram Czapnik.

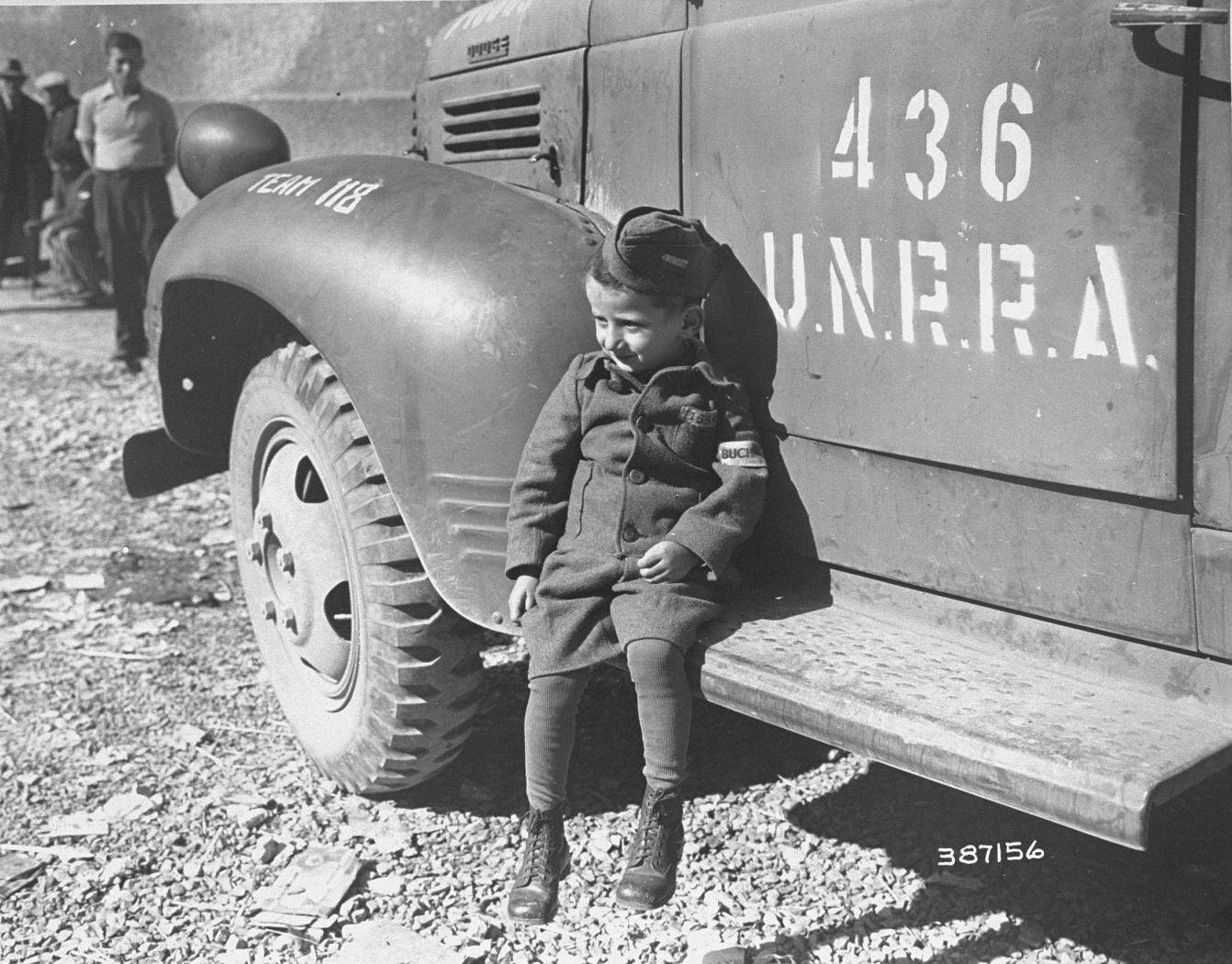
Joseph Schleifstein a Buchenwald, dopo la liberazione

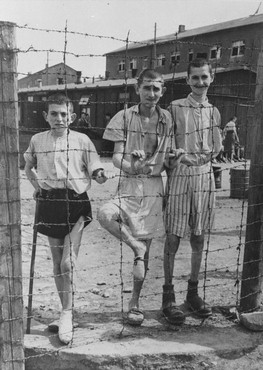
Alcuni adolescenti dopo la liberazione

A proteggere questi bambini e adolescenti in quelle baracche, furono alcuni coraggiosi detenuti, spesso di soli pochi anni più grandi di loro. Molti dei Kapò di Buchenwald erano stati reclutati tra i prigionieri politici comunisti e questo aiutò a formare una resistenza coesa e attiva all'interno del campo, perché molti dei bambini di Buchenwald fossero protetti dallo sterminio, dal lavoro coatto e dal trasferimento ad altri campi di concentramento. 
Già nell'autunno del 1939, i detenuti politici riunitosi attorno al comunista Robert Siewert avevano salvato numerosi adolescenti polacchi creando per loro una "scuola per muratori". Nel luglio del 1943, ancora grazie all'iniziativa dei "politici", fu fondata la baracca 8 come un rifugio per 160 adolescenti polacchi, russi e ucraini nel campo. Si riuscì ad ottenere per loro delle migliori condizioni di vita, carichi di lavoro meno pesanti e l'esonero dagli appelli all'aperto. Fu a questa baracca che furono aggregati anche i primi 70 bambini e adolescenti ebrei che nell'estate 1944 erano cominciati ad arrivare al campo con i trasporti dall'Ungheria e quindi nei mesi successivi dalla Polonia (tra cui i piccoli Stefan Jerzy Zweig e Yisrael Meir Lau). I capi della baracca 8 erano Franz Leitner, comunista austriaco di Vienna, e Wilhelm Hammann, comunista tedesco di Hesse.
Nel dicembre 1944 un gruppo di 15 bambini ebrei giunti in quei giorni a Buchenwald con i trasporti dalla Polonia fu trasferito al campo di concentramento di Bergen-Belsen, dove si era creata una speciale "casa dei bambini" (Kinderbaracke), per ospitare un gruppo di 54 bambini ebrei olandesi. Tra questi bambini provenienti da Buchenwald c'erano Coby Lubliner (9 anni) e Yidele Henechowicz (2 anni), il più giovane prigioniero di cui si abbia notizia che sia passato per il campo.
Nel gennaio 1945, i detenuti politici riuscirono a convincere le SS a creare un ulteriore rifugio per gli adolescenti che ora arrivavano in massa con lo smantellamento dei campi nell'est. Fu così che fu creata la baracca 66 nel Piccolo Campo. Qui trovarono rifugio numerosi giovani adolescenti ebrei (tra cui Elie Wiesel, Yehoshua Robert Büchler e Felix Weinberg). A presiedere la baracca 66 erano Antonin Kalina, un comunista di Praga, e il suo vice Gustav Schiller, un comunista ebreo polacco originario di Lvov. Come già nella baracca 8, grazie alla protezione loro offerta dai prigionieri "anziani", i ragazzi erano esentati dagli sfibranti appelli mattutini e dal lavoro coatto (se non per occasionali missioni di rimozione delle macerie causate dai bombardamenti nella vicina città di Weimar, dove si sapeva che i ragazzi avrebbero potuto anche trovare del cibo). L'organizzazione riuscì anche a far pervenire ai ragazzi del vestiario e delle razioni extra di cibo da altre zone del campo, persino a creare per loro alcuni programmi di istruzione.
Il 5 aprile 1945, la baracca 66 ospitava 600 detenuti, il nucleo di gran lunga più cospicuo dei bambini di Buchenwald. In quegli ultimi giorni di vita del campo la preoccupazione maggiore fu quella di resistere all'ordine di sopprimere tutti i prigionieri ebrei e prevenire che le baracche fossero evacuate verso altri campi di concentramento. Ai bambini ebrei fu detto di rimuovere la stella di David e di sostituirla con altri simboli di riconoscimento, mentre i Kapò falsificarono i documenti e i nomi dei ragazzi, dichiarando di non avere prigionieri ebrei. Per evitare ispezioni delle SS si fece anche girare la voce che la baracca 66 fosse infestata dal tifo. Nonostante ogni sforzo non si poté impedire che molti (inclusi adolescenti come Yehoshua Robert Büchler) fossero trascinati nelle marce della morte in partenza dal campo. Il 10 aprile sembrò che tutti gli sforzi fossero inutili quando l'intera baracca 66 fu sgomberata ed i ragazzi allineati dalle guardie naziste davanti ai cancelli per abbandonare il campo ma grazie ad un provvidenziale allarme aereo Kalina poté ordinare il loro immediato ritorno nella baracca, dove essi rimasero fino alla liberazione il giorno successivo.
Non tutti i ragazzi che passarono per Buchenwald poterono essere protetti dall'organizzazione. Durante i molti anni di funzionamento del campo, centinaia di bambini e adolescenti (ebrei, rom, russi o polacchi) furono trasferiti da Buchenwald a lavorare in altri campi o a morire a Auschwitz perché "inabili" o "non più abili" al lavoro. 1600 furono quelli che perirono tra le 55.000 vittime di Buchenwald per fame, malattia, o in conseguenza di percosse o uccisi dalle guardie. Di altri adolescenti non si poté impedire che fossero assegnati a squadre di lavoro coatto anche operanti al di fuori del campo. È il caso di Imre Kertész, futuro premio Nobel per le letteratura nel 2002, che descrisse la sua esperienza nel romanzo Essere senza destino (1975). Ma anche per lui l'11 aprile fu giorno di liberazione.

## Dopo la liberazione

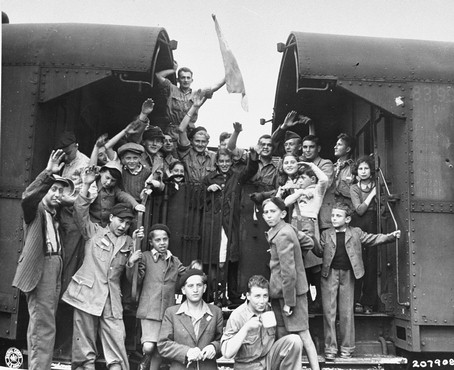
Un gruppo di bambini sopravvissuti in viaggio per la Francia

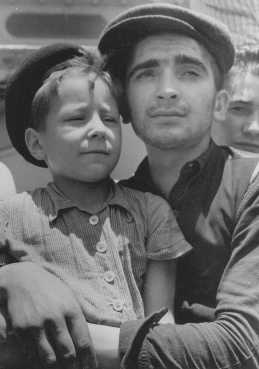
Yisrael Meir Lau (8 anni) al suo arrivo a Haifa in Israele nel 1945

La maggior parte dei bambini sopravvissuti a Buchenwald erano orfani. I cappellani militari americani, il rabbino Herschel Schacter e il rabbino Robert Marcus, contattarono gli uffici dell'OSE (Oeuvre de Secours aux Enfants), l'organizzazione di soccorso per bambini ebrei a Ginevra, in Svizzera. L'OSE prese accordi per inviare 427 bambini in Francia, 280 in Svizzera e 250 in Inghilterra. Il 2 giugno 1945 i rappresentanti dell'OSE arrivarono a Buchenwald e insieme al rabbino Marcus accompagnarono il trasporto in Francia. Il rabbino Schacter scortò il secondo trasporto in Svizzera. Un altro gruppo raggiunse l'Inghilterra.
Nel 2000 Judith Hemmendinger, che fu l'educatrice di molti di loro in Francia, ricorderà quanto difficile sia stato il cammino di ritorno alla "normalità" per bambini che non avevano alcuna memoria o esperienza di cosa fosse una vita "normale" e per i quali era normale rubare per procurarsi il cibo e rigettare con sospetto gli ordini di ogni autorità esterna al loro gruppo.
Mentre alcuni rimasero in Europa, molti partirono per gli Stati Uniti, il Canada o Israele. Un gruppo di 65 di loro raggiunse l'Australia, dove tutti gli anni hanno continuato a riunirsi tra di loro e quindi con mogli, figli e nipoti.

## I bambini di Buchenwald

### Superstiti

#### (a) Presenti al campo al momento della Liberazione
- Léon Zyguel (1927-2015), ebreo francese. Proveniente da Auschwitz e altri campi, dopo la Liberazione torna a vivere in Francia. Nel 2014 interpreta se stesso nel film Una volta nella vita (Les héritiers).

- Wolf Fojgel / Willy Fogel (n.1928), ebreo polacco. Proveniente dal campo di Plaszow. Dopo la Liberazione, è tra gli orfani accolti in Francia.
- Maxmilian Grunfeld / Martin Greenfield (n.1928), ebreo slovacco. Proveniente da Auschwitz. Emigra negli stati Uniti nel 1947. Autore nel 2014 di un libro di memorie.
- Henry Oster (1928-2019), ebreo tedesco. Proveniente dal Ghetto di Lodz e da Auschwitz. Dopo la Liberazione, è tra gli orfani accolti in Francia. Emigra nel 1946 negli Stati Uniti.
- Gert Schramm (1928-2016), afro-tedesco. Il più giovane prigioniero di colore del campo. Protetto come gli altri bambini dalla resistenza comunista del campo, dopo la Liberazione torna a casa a piedi dalla madre. Autore nel 2011 di un libro di memorie.
- Jack Unikowski (Israel Unikowski, n.1928), ebreo polacco. Proveniente dal Ghetto di Lodz e da Auschwitz. Dopo la Liberazione, è tra gli orfani accolti in Francia.
- Felix Weinberg (1928-2012), ebreo ceco. Proveniente da Theresienstadt e Auschwitz. Dopo la Liberazione, rientra a Praga, da dove nell'agosto 1945 è tra gli orfani accolti in Inghilterra. Nel 2013 esce un suo libro di memorie.
- Elie Wiesel (1928-2016), ebreo rumeno. Proveniente da Auschwitz. Dopo la Liberazione, è tra gli orfani accolti in Francia. Il suo romanzo autobiografico La notte (1960) è tra le prime e più celebri testimonianze dell'Olocausto. Premio Nobel per la pace 1986.
- Binem Wrzonski (n.1928), ebreo polacco. Proveniente dal Ghetto di Lodz e da Auschwitz. Dopo la Liberazione, è tra gli orfani accolti in Francia. Emigra in Israele.

- Yehoshua Robert Büchler (1929-2009), ebreo slovacco. Evacuato dal campo nell'imminenza della Liberazione, riesce a fuggire nelle vicinanze di Eisenberg (Turingia). Fa ritorno al campo liberato.
- Armand Bulwa (n.1929), ebreo polacco. Proveniente dal Ghetto di Lodz e altri campi. Dopo la Liberazione, è tra gli orfani accolti in Francia. Autore nel 2020 di un libro di memorie.
- Elie Buzyn (n.1929), ebreo polacco. Proveniente dal Ghetto di Lodz. Dopo la Liberazione, è tra gli orfani accolti in Francia. Autore nel 2019 di un libro di memorie.
- Chaim Finkelstajn / Charles Finkel (n.1929), ebreo polacco. Dopo la Liberazione, assieme al fratello Jacub (Jacques) è tra gli orfani accolti in Francia.
- Thomas Geve (n.1929), ebreo tedesco. Deportato a Auschwitz. Dopo la Liberazione, è tra gli orfani accolti in Svizzera. Può riunirsi al padre, emigrato in Inghilterra prima della guerra. Emigra nel 1950 in Israele. È autore nel 1958 di uno dei primi libri di memorie dell'Olocausto.
- Idel Goldblum / George Goldbloom (1929-2005), ebreo polacco. Proviene dal ghetto di Lodz. Dopo la Liberazione, è tra gli orfani accolti in Francia. Emigra negli Stati Uniti.
- Jakob Kapelusz / Jerry Kapelus (n.1929), ebreo polacco. Proviene dal ghetto di Lodz. Dopo la Liberazione, è tra gli orfani accolti in Francia. Emigra negli Stati Uniti e Canada.
- Imre Kertész (1929-2016), ebreo ungherese. Proveniente da Auschwitz. Dopo la Liberazione, ritorna in Ungheria. Scrittore, Premio Nobel per la Letteratura nel 2002.
- Irving Roth (n.1929), ebreo slovacco. Proveniente da Auschwitz. Dopo la Liberazione, si ricongiunge ai genitori, sopravvissuti in clandestinità. Con loro emigra negli Stati Uniti. Autore di un libro di memorie.

- Abe Chapnick (1930-2016), ebreo polacco. Proveniente dal ghetto di Lodz. Dopo la Liberazione, è tra gli orfani accolti in Francia. Emigra negli Stati Uniti.
- Bertrand Herz (n.1930), ebreo francese. Perduti i genitori, si ricongiunge dopo la Liberazione ai propri fratelli in Francia.
- Josef Perl (n.1930), ebreo slovacco. Passa attraverso vari campi, incluso Auschwitz. Dopo la Liberazione, ritorna in Cecoslovacchia. È tra gli orfani che nel 1946 da Praga vengono accolti in Inghilterra. Ritrova il padre, anch'egli sopravvissuto, solo venti anni dopo la fine della guerra. Autore di un libro di memorie.
- Ivar Segalowitz (n.1930), ebreo lituano. Dal ghetto di Kovno fu deportato a Dachau, Auschwitz e Buchenwald. Dopo la Liberazione, è tra gli orfani accolti in Francia. Emigra negli Stati Uniti nel 1947.

- Salek Finkelstein (n.1931), ebreo polacco. Dopo la Liberazione, è tra gli orfani accolti in Francia.
- Alex Moskovic (1931-2019), ebreo slovacco. Proveniente da Auschwitz. Dopo la Liberazione emigra negli Stati Uniti.
- Romek Wajsman / Robbie Waisman (n.1931), ebreo polacco. Proveniente dal ghetto di Skarzysko. Dopo la Liberazione, è tra gli orfani accolti in Francia. Emigra in Canada nel 1948. Autore nel 2021 di un libro di memorie.

- Jakub Finkelstajn / Jasques Finkel (n.1932), ebreo polacco. Dopo la Liberazione, assieme al fratello Chaim (Charles) è tra gli orfani accolti in Francia.

- Jerzy Jakubowicz / George Jacobs (n.1934), ebreo polacco. Proveniente dal ghetto di Piotrkow. Sopravvive a Buchenwald con il fratello minore, Stefan (Stephen). Sono tra i bambini accolti in Svizzera, dove si ricongiungono ai loro genitori, anch'essi sopravvissuti alle deportazioni.
- Martin Schiller (n.1934), ebreo polacco. Con il fratello Paul proviene da vari campi di lavori. Dopo la liberazione si riuniscono alla madre in Polonia per emigrare quindi negli Stati Uniti. Martin è autore di un libro di memorie.
- Michael Ulrich (n.1934), ebreo polacco. Proveniente dal ghetto di Varsavia. Dopo la Liberazione a Buchenwald è tra gli orfani accolti in Svizzera. Emigra nel giugno 1946 in Israele.

- Izio Rosenman (n.1935), ebreo polacco. Dopo la Liberazione, è tra gli orfani accolti in Francia.

- Yisrael Meir Lau (n.1937), ebreo polacco. Dopo la Liberazione, è tra gli orfani accolti in Francia. Emigrato in Palestina nel 1945, sarà il rabbino capo di Israele dal 1993 al 2003.
- David Perlmutter (n.1937), ebreo polacco. Proveniente dal ghetto di Lodz. Dopo la Liberazione, è tra gli orfani accolti in Francia. Autore nel 2019 di un libro di memorie.

- Stefan Jakubowicz / Stephen Jacobs (n.1939), ebreo polacco. Proveniente dal ghetto di Piotrkow. Sopravvive a Buchenwald con il fratello maggiore, Jerzy (George). Sono tra i bambini accolti in Svizzera, dove si ricongiungono ai loro genitori, anch'essi sopravvissuti alle deportazioni.

- Joseph Schleifstein (n.1941), ebreo polacco. Proveniente dal ghetto di Sandomierz, giunge e sopravvive al campo assieme al padre.
- Stefan Jerzy Zweig (n.1941), ebreo polacco. Proveniente dal ghetto di Cracovia, giunge e sopravvive al campo assieme al padre. Alla sua vicenda si ispirerà lo scrittore austriaco Bruno Apitz nel romanzo Nackt unter Wölfen (1958).

#### (b) Liberati in altri campi
- Henri Borlant (n.1927), ebreo francese, trasferito in altri campi.
- Ben Helfgott (n.1927), ebreo polacco, trasferito e liberato a Theresienstadt
- Wolf Himmelfarb (n.1927), ebreo polacco, trasferito e liberato a Theresienstadt

- Harry Olmer (Chaim Olmer; n.1927), ebreo polacco, trasferito e liberato a Theresienstadt

- Arek Hersh (n.1928), ebreo polacco, trasferito e liberato a Theresienstadt
- Tom Szelenyi (1928-2015), ebreo ungherese, trasferito e liberato a Theresienstadt

- Sidney Finkel (Sevek Finkel; n.1931), ebreo polacco, trasferito e liberato a Theresienstadt
- Moniek "Martin" Baumel (n.1931), ebreo polacco. Arriva a Buchenwald dai ghetti e campi di lavoro della Polonia. Trasferito e liberato a Theresienstadt. Nell'agosto 1945 è tra gli bambini accolti in Inghilterra. Riunitosi alla madre, nel 1950 emigra negli Stati Uniti

- Pinchas Gutter (n.1932), ebreo polacco. Proveniente dal ghetto di Varsavia, Majdanek e altri campi. Trasferito e liberato a Theresienstadt. Nell'agosto 1945 è tra gli orfani accolti in Inghilterra. Autore nel 2017 di un libro di memorie.

- Henri Rozen-Rechels (n.1933), ebreo polacco, trasferito e liberato a Theresienstadt

- Coby Lubliner (n.1935), ebreo polacco, trasferito e liberato a Bergen-Belsen. Autore di libri di memorie.

- Julius Maslovat (Yidele Henechowicz; n.1942), ebreo polacco, trasferito e liberato a Bergen-Belsen. Dopo la Liberazione, è tra gli orfani accolti in Svezia. E' adottato da una famiglia finlandese.

## La memoria
Esistono numerose fotografie che documentano la vita dei bambini di Buchenwald nei giorni e nelle settimane successive alla Liberazione. Alcuni di essi compaiono anche nei disegni realizzati da Corrado Cagli, giunto al campo tra le truppe alleate.
Lo psicologo americano David Boder, tra le interviste da lui registrate nell'estate del 1946 tra un gruppo di ex-deportati, raccolse anche le voci di alcuni dei bambini e adolescenti di Buchenwald: Samuel Isakovitch (30 luglio); Mendel Herskovitz e Jurek Kestenberg (31 luglio); Israel Unikowski (2 agosto); Alexander Gertner, Ludwig Hamburger e Wolf Nehrich (26 agosto); Adolph Heisler, Abraham Kimmelmann e Gert Silberbart (27 agosto).
Nel 1958 il romanzo di Bruno Apitz, Nackt unter Wölfen (Nudo fra i lupi), basato sulla sua personale esperienza a Buchenwald, presentava il caso di un bambino introdotto "clandestinamente" nel campo e sopravvissuto nelle baracche nascosto dai detenuti. La storia non era del tutto frutto di fantasia e l'identità del bambino, alla cui vicenda l'autore si era seppur liberamente ispirato, fu presto rivelata essere quella di Stefan Jerzy Zweig. 
L'interesse per i bambini di Buchenwald è progressivamente cresciuto. Alla loro vicenda sono stati dedicati libri e documentari; alcuni bambini hanno pubblicato da adulti importanti libri di memorie. 
Ci si è ricordati anche dei loro salvatori al campo; alcuni di loro sono tra i non-ebrei riconosciuti dall'Istituto Yad Vashem di Gerusalemme come "giusti fra le nazioni" per la loro azione in favore dei bambini di Buchenwald: 
- Wilhelm Hammann (1897-1955) nel 1984,[17] e Franz Leitner (1918-2005) nel 1998,[18] i due Kapo del blocco 8, per aver protetto i molti ragazzi ebrei nella loro baracca;
- Antonin Kalina (1902-1990) nel 2012, Kapo del blocco 66, per aver protetto i molti ragazzi ebrei nella sua baracca;[19]
- Walter Sonntag (1902-...) nel 2003, Kapo del blocco 49, per essersi opposto all'ordine di evacuazione dei prigionieri ebrei dalla propria baracca, dove erano anche alcuni adolescenti;[20]
- Willi Bleicher (1907-...) nel 1965, uno dei capi della resistenza comunista a Buchenwald, per aver salvato e nascosto il piccolo Stefan Jerzy Zweig;[21]
- Feodor Mikhailichenko nel 2009, il prigioniero russo che si prese personalmente cura del piccolo Yisrael Meir Lau nella baracca 8.[22]

L'11 aprile 2010 (nel 65º anniversario della liberazione) quattro dei bambini di Buchenwald (Naftali-Duro Furst, Pavel Kohn, Israel-Laszlo Lazar, e Alex Moskovic) tornarono al campo per raccontare le vicende della baracca 66 e degli sforzi compiuti da Antonin Kalina per salvare le vite dei ragazzi a lui affidati. Le loro storie furono narrate nel documentario Kinderblock 66: Return to Buchenwald (2012).

## Film riguardanti la condizione dei mabini nel campo di Buchenwald
- Nackt unter Wölfen, regia di George Leopold (1963) <film TV>
- Nackt unter Wölfen, regia di Frank Beyer (1963) <film>
- The Boys of Buchenwald, regia di Audrey Mehler (2002) <documentario>
- La Maison de Nina, regia di Richard Dembo (2005) <documentario>
- The Buchenwald Ball, regia di Danny Ben-Moshe, Uri Mizrahi e Andrew Wiseman (2006) <documentario>
- Kinderblock 66: Return to Buchenwald, regia di Rob L. Cohen (2012) <documentario>
- Nackt unter Wölfen, regia di Philipp Kadelbach (2015) <film TV>

### Libri di memorie
- Bruno Apitz, Nackt unter Wölfen (Nudo fra i lupi), 1958/
- Giovanni Marcato, "A Buchenwald il mio nome era 34989", (2000)
- Yisrael Meir Lau, Do Not Raise a Hand Against the Boy, 2000.
- Stefan Jerzy Zweig, Tränen allein genügen nicht (Tears Alone Are Not Enough), 2005.
- Sidney Finkel (Sevek Finkelstein), Sevek and the Holocaust: The Boy Who Refused to Die, 2006.

### Studi, monografie
- Judith Hemmendinger and Robert Krell. The Children of Buchenwald: Child Survivors of the Holocaust and Their Post-War Lives. Jerusalem: Gefen, 2000.
- Bill Niven, The Buchenwald Child: Truth, Fiction, and Propaganda. Camden House (2007). ISBN 978-1-57113-339-7.